# Демоальбомы Therion
Шведская метал-группа Therion за свою историю выпустила несколько демоальбомов. Здесь дана хронология демоальбомов группы. 

## Paroxysmal Holocaust (1989)
Это первое демо группы. Выпущено демо было в апреле 1989 года на кассете, всего было выпущено 600 копий. 
Это демо содержало три песни, написанные в жанре дэт-метал. Демо было написано на маленькой шведской студии Sveastrand. Основатель группы Кристофер Йонсон принимал участие в записи альбома. Демо получило негативные отклики, тем не менее оно нашло довольно много поклонников. 

### Список композиций
Сторона 1
1. "Morbid Reality" – 7:33
2. "The Return" – 5:47

Сторона 2
1. "Bells of Doom" – 6:18

### Участники
- Кристофер Йонсон – гитара
- Питер Ханссон – гитара
- Оскар Форсс – барабаны
- Эрик Густафссон – бас-гитара
- Матти Карки – вокал

## Beyond the Darkest Veils of Inner Wickedness (1989)
Это второе демо группы. Выпущено в том же году, что и первое, в ноябре 1989 года, тоже на кассете, всего было выпущено 500 копий. Демо содержит три песни в жанре дэт-метал. 

### Список композиций
1. "Macabre Declension"  – 7:04
2. "Megalomania"  – 5:01
3. "Paroxysmal Holocaust"  – 5:52

### Участники
- Кристофер Йонсон – гитара
- Питер Ханссон – гитара
- Оскар Форсс – барабаны
- Эрик Густафссон – бас-гитара
- Матти Карки – вокал

## Time Shall Tell (1990)
Это последнее, третье демо, выпущенное группой. Послужило основой для первого альбома. Было выпущено лимитом в 1 000 копий как мини-альбом (EP). Тематика альбома изобилует насилием, смертью, правами человека, а также большими корпорациями. В этом плане прообразом для тематики EP послужила группа Napalm Death.
Позднее все четыре песни альбома вошли в дебютный альбом. Жанр альбома также дет-метал, альбом весьма похож на дебютный альбом группы Deicide.

### Список композиций
1. "Time Shall Tell" – 4:56
2. "Dark Eternity" – 4:34
3. "Asphyxiate with Fear" – 4:30
4. "A Suburb to Hell" – 5:04

### Участники
- Кристофер Йонсон – гитара, вокал, лирика
- Питер Ханссон – гитара
- Оскар Форсс – барабаны
- Эрик Густафссон – бас-гитара
- Калле Швейен – автор обложки
- Томас Скогсберг – продюсер

## Интернет-ссылки
- Paroxysmal Holocaust на официальном сайте
- Beyond the Darkest Veils of Inner Wickedness на официальном сайте
- Time Shall Tell на официальном сайте